# アクワイア
アクワイア (Acquire) は、アメリカのボードゲーム。1962年にシド・サクソンによって創案され、かつてあった3Mのゲーム部門から発売されていたが、1976年にアバロンヒルが権利を買収した。そしてアバロンヒルがハズブロに買収された後も、引き続き販売されている。
ホテルチェーンの投資と合併をテーマにしたボードゲーム。ルールが単純で、途中で誰かが脱落することがなく、1時間から1時間半位で1ゲームが終わるなどの理由から、家族で遊ぶのにも適しているが、一方で上達には戦略性も問われるため、ゲーム慣れした人々にも人気がある。

## 用具
特に注記のない場合、アバロンヒル版に基づく。
- ゲーム盤
  - スクラブルの盤のように各マスにタイルが置けるように区画化されており、横列には1-12、縦行にはA-Iのラベルが振られている。
- 108個のタイル
  - それぞれには盤上の座標（7A・1Hなど）が書かれており盤上の対応する座標にのみおくことができる。各タイルが1つのホテルをあらわし、縦横につながったホテルはホテルチェーンをあらわす。
- プレイヤーがタイルを置くためのラック（6人分）
- 各ホテルチェーンをあらわす7つのマーカー
  - 2つの安いホテル・3つの普通のホテル・2つの高価なホテルがある。
- 各ホテルチェーンごとに25枚の株券
- ゲームで使用するお金
  - 紙幣で、5,000、1,000、500、100の4種類。

## ルール
プレイヤーは3人から6人。2人で遊ぶことも可能ではあるが、面白みにはかける。一般的な大会では4人でプレイされる。
最初に各プレイヤーは1枚ずつタイルを引く。このタイルの数字が少ない順にプレイすることになる。その後それらのタイルはボード上に配置しておく。2008年版では「アルファベット順」→「数字の少ない順」となっている。
各プレイヤーは最初に6000ドルと無作為に選ばれた6つのタイルを持つ。各ターンにプレイヤーは以下の行動を取る。
1. タイルを1つ場に出す
2. 新たにチェーンができたり、合併が起こった場合には適切な処理を行う
3. 株券を買ってもよい（ただし、その時点でボード上に存在するチェーンに限る）
4. タイルを1つ引く

もしタイルを置いたマスの隣にホテルチェーンに含まれていないホテルがあり、すでに7つのチェーンが場に存在していない限り、新しいホテルチェーンが設立される。プレイヤーはどのホテルチェーンを設立するか選択した後、そのホテルチェーンの株券を1枚無償で手に入れることができる。
各プレイヤーはタイルを置いた後、場にあるホテルチェーンの株を最大3枚まで買うことができる。株券の価格は、そのホテルチェーンを構成するタイルの枚数によって決まり、大きくなるほど値上がりしていく。
タイルを置いたマスが既存のホテルチェーンに隣接しているとき、そのタイルはホテルチェーンに吸収されることになる。もし2つ以上のホテルチェーンに隣接していた場合、チェーンの合併が起こり、最も大きいホテルチェーンに他のホテルチェーンが吸収される。同じ大きさのホテルチェーンが合併する場合にはどちらが存続するかはタイルをおいたプレイヤーが決定することができる。
ホテルチェーン同士の合併があったとき、吸収されたホテルチェーンの筆頭と2番手の株主はその時のチェーンの規模によって決められた配当を受ける。また、吸収されたホテルチェーンの株主は、それぞれ所有する株券を以下のように処理することができる。
1. 所有する株券を売却する（チェーンの規模によって価格が決まる）。
2. 所有する（吸収された側の）株券2枚に対し新しい（吸収した側の）株券1枚の比率で交換する。
3. そのまま株券を保持しておく。（新たに同じチェーンが設立された場合その株券も有効になる）

ホテルチェーンがタイルを11個以上を含む場合、合併によって吸収されることはなくなる。従って2つの11個以上のタイルを含むホテルチェーンに隣接するマスにはもうタイルを置くことはできない。そのようなタイルが手にあるときには、自分の手番の最初にその事実を公開してゲームから除外できる。その場合、手番の最後のタイル補充の時点で、6枚になるまで補充できる。
ホテルチェーンのどれかが41個以上のタイルを含むか、全てのホテルチェーンが11個以上のタイルを含んだ時、プレイヤーはゲームの終了を宣言できる。ゲームの終了を宣言したプレイヤーが自分の手番を終わらせた時点でゲームは終了する。ここで、全ホテルチェーンの筆頭株主と第2株主は規模に応じた配当を受ける。そして全員が手持ちの株券を売却する。残っていた現金と合わせて、最終的に持ち金が一番多くなったプレイヤーを勝者とする。

## 戦略
資金は戦略の重要な要素となる。1つのホテルチェーンの筆頭株主になると配当を受けることができるが、そのために資金をすべて使ってしまうと新たなホテルチェーンができたときに株券が買えなくなる。しばしば筆頭株主にならずに多くのホテルチェーンの株を集めた人が最終的な勝者になることもある。
通常時は株券を売ることができないため、唯一の現金収入の機会であるホテルチェーンの合併は、戦略の上で重要なポイントになる。資金を多く持ったプレイヤーが出てくると、他のプレイヤーは株券を集めたほうがよくなることがある。この場合、売却してしまうよりも交換や保持などによって株券を手に残したほうがいい場合もある。
資金管理の基準は、参加しているプレイヤーの数によっても変わってくる。合併時にはすべてのプレイヤーが株券を売ることができるが、その直後に株を購入できるのは合併のタイルを置いたプレイヤーのみである。3人でのプレイと5,6人のプレイでは買える機会に差ができすぎるため、上級者の間では4人が適正なプレイ人数だと考える人が多い。
中盤時に現金を多く持っているプレイヤーは、終了時の株主への配当を考慮しなければならない。その時点から買占めを行おうとしても資金が尽きる前に株券が売切れてしまうことが多いからである。
終了時の配当と一時的な配当の必要性からプレイヤーは選択を迫られることがある。チェーンを大きくすることは後の配当を多くすることができるが、そのためにチェーンに隣接するタイルを使用してしまうと他のチェーンとの合併を自分の手で起こせなくなるからである。